# Thừa Đạm An
Thừa Đạm An (tiếng Trung: 承淡安; bính âm: Chéng Dàn'ān; 1899 – 10 tháng 7 năm 1957) là một bác sĩ người Trung Quốc được biết đến với việc sáng lập phương pháp châm cứu đầu tiên ở Trung Quốc cận đại, đồng thời tạo ra những thay đổi rộng rãi đối với thực hành châm cứu. Ông từng là chủ tịch Hiệp hội Y khoa Trung Quốc và qua đời vì một cơn đau tim vào năm 1957.

## Sự nghiệp
Thừa Đạm An sinh năm 1899 tại Giang Âm, tỉnh Giang Tô. Ông bắt đầu quan tâm đến châm cứu lần đầu tiên vào năm 1923, sau khi bị đau lưng dữ dội và được chữa khỏi nhờ vào việc châm cứu của cha mình. Ông theo học trường Châm cứu Tokyo ở Nhật Bản, trước khi thành lập trường châm cứu đầu tiên ở Trung Quốc cận đại. Trung tâm Nghiên cứu Châm cứu Trung Quốc (中国针灸研究社) có trụ sở tại Giang Tô mở cửa từ năm 1930 cho đến khi xảy ra Chiến tranh Trung–Nhật lần thứ hai vào năm 1937, thời điểm đó trường được đổi tên thành Đại học Chuyên môn Châm cứu Trung Quốc (中國針灸專門學校), ngụ ý rằng bằng cấp của trường đã được nhà nước công nhận. Trường tự xuất bản và sản xuất riêng nhiều tác phẩm liên quan đến châm cứu, nhiều tác phẩm trong số đó là của Thừa Đạm An. Ông cũng bắt đầu viết tập san châm cứu đầu tiên, Châm cứu tạp chí (針灸雜誌), vào năm 1933.
Trong chiến tranh, Thừa Đạm An bỏ trốn đến Trùng Khánh. Ông trở lại Giang Tô vào năm 1947 và phát hiện trường châm cứu của mình bị phá hủy; trường thành lập lại vào năm 1951 tại Tô Châu. Năm 1954, ông là đại biểu Đại hội nhân dân tỉnh và trưởng Đại hội Y khoa tỉnh Giang Tô. Cùng năm đó, ông được bổ nhiệm làm giám đốc của một trường học có trụ sở tại Nam Kinh sau này đặt tên là Trường Cao đẳng Y học Trung Quốc Giang Tô. Năm 1955, ông được bầu vào Viện Khoa học Trung Quốc và được bổ nhiệm làm phó chủ tịch Hiệp hội Y khoa Trung Quốc sau đó là chủ tịch. Thừa Đạm An có sức khỏe yếu trong những năm cuối đời; ông qua đời vì một cơn đau tim vào ngày 10 tháng 7 năm 1957 tại Tô Châu ở tuổi 59.

## Cải cách châm cứu
Viết trong chuyên luận năm 1931 Trung Quốc châm cứu trị liệu học (中國針灸治療學), Thừa Đạm An cho rằng "đường đi của các huyệt đạo mà tổ tiên ghi chép lại hầu hết đều thiếu chi tiết". Do đó, cuốn sách của ông là một nỗ lực nhằm "(xác định lại) các điểm châm cứu và kinh lạc để tương quan chặt chẽ hơn với sự phân bố thần kinh ngoại biên" nhằm mang lại sự tin cậy hơn cho châm cứu. Cuốn sách, một phần lấy cảm hứng từ các tác phẩm về châm cứu từ thời nhà Tống, được đón nhận tích cực khi phát hành và tái bản lần thứ tám vào tháng 5 năm 1937.
Thừa Đạm An thực hiện những thay đổi triệt để đối với việc thực hành châm cứu. Trong khi châm cứu trước đây chỉ thực hiện song song với lấy máu, cho phép "lưu thông trôi chảy" trong mạch máu, ông lập luận châm cứu dẫn đến máu bị rút ra là kết quả của một người có tay nghề kém cỏi. Ngoài ra, ông tìm cách tách châm cứu khỏi chiêm tinh học và bói toán. Ông không nghĩ về thời gian theo thuyết âm dương, coi truyền thống đối xử nam nữ trái phải tương ứng chỉ là mê tín dị đoan. Điều quan trọng là ông không dùng kim xỏ dây và dao mổ, thay vào đó ông thực hiện châm cứu với kim bằng kim loại dạng sợi mà ngày nay được sử dụng khắp nơi.
Theo Alexandra Dimitrova, Thừa Đạm An được mệnh danh là "cha đẻ của châm cứu cận đại". Bridie Andrews viết trong The Making of Modern Chinese Medicine (2014): "Thừa Đạm An đã giúp châm cứu Trung Quốc thoát khỏi sự mê tín và lãng quên, mở đường cho châm cứu khoa học nhằm nâng cao vị thế của y học Trung Quốc nói chung, như nó đã làm trong thời kỳ cộng sản."

### Trích dẫn
1. 1 2  Lei 2014, tr. 159.
2. ↑  Unschuld & Zheng 2012, tr. 2008.
3. 1 2 3  Dimitrova 2020, tr. 451.
4. ↑  Buck 2014, tr. 317.
5. 1 2 3  Taylor 2004, tr. 45.
6. 1 2 3 4 5 6  Andrews 2014, tr. 204.
7. 1 2 3  Andrews 2014, tr. 203.
8. ↑  Kaptchuk 2000, tr. 292.
9. ↑  Bi 2004, tr. 621.
10. 1 2  Andrews 2013b, tr. 73.
11. ↑  Wang & Audette 2008, tr. 384.
12. ↑  Andrews 2013a, tr. 209–238.
13. ↑  Andrews 2014, tr. 201–202.